# Кадо
Кадо (на английски: Caddo) е термин, който се използва като общо наименование за няколко езиково и културно свързани групи от местното индианско население на западните части на северноамериканския Югоизток. През XVII и XVIII век тези групи са консолидирани в три географски дивизии, наричани конфедерации. В една дивизия влизат от 2 до 11 групи, всяка със свое основно село и лагери. Тези групи са наследници на по-ранната култура Кадо, която е част от по-голямата култура Мисисипи.

## Култура
Кадо са уседнали земеделци. Засаждат полета около селата си с царевица, тикви, различни зеленчуци, които са основна храна. Също така ловуват и ловят риба, с което допълват диетата си. За нивите се грижат само жените, като отглеждат две житни реколти през годината и в допълнение събират диви храни, като ядки, жълъди, плодове, и се грижат за домакинството. Мъжете ловуват елени, мечки, птици, а след като се сдобиват с коне в края на XVII век започват да ловуват и бизони, които полека лека изместват растителната храна. Други мъжки задължения са риболовът и войната.

### Жилища
Хората използват за жилища два вида къщи, едните изградени от дървени рамки с коничен сламен покрив, а другите представляват полуземлянки, изградени от същите материали, но покрити с пръст. Домовете са групирани около голям площад, който служи за социални и церемониални цели.

### облекло
В началото на историческия период хората носят малко дрехи. В по-студено време се обличат с парчета кожи, а в топло време почти всички ходят голи. По-късно мъжете започват да носят дрехи от еленова кожа като набедреник, ризи и наметала, а жените поли и горна дреха, подобна на пончо. Татуировките и боядисването на телата и лицата се практикуват широко, както и носенето на различни накити, като колиета от мъниста и обеци.

### Брак
Женитбата е свързана с даването на подаръци от страна на жениха на родителите на булката. Ако родителите са съгласни, младоженецът може да отведе девойката едва след одобрението на вожда. Предбрачните сексуални връзки не са забранени. В някои племена е разрешено мъжете да имат повече от една жена. Разводът е доста лесен и се практикува редовно. Ако една жена намери мъж, който е готов да даде по-добри неща за нея, тя отива с него и това не се смята за престъпление.

### Погребални практики
Мъртвите са погребвани с личните им вещи, храна и вода. Убитите в битка не са погребвани, а са оставяни да бъдат изядени от зверовете. При някои племена е възможно да се е практикувал ритуален канибализъм.

### Религиозни вярвания
Не се знае много за религиозните им вярвания. От ранните изследователи е известно, че вярват в един Велик дух, който е наричан „Аянат кади – Големия вожд“ или „Айо кади аймай“. Почитат също така Слънцето и другите небесни тела и вярва, че всичко в природата притежава свой дух и сила.

### Социална организация
Социалната им организация е йерархично построена – с две социални класи – висша класа (благородници) и обикновени хора, и е подобна на йерархията при натчезите. Във висшата класа влизат вождовете, религиозните лидери, изтъкнатите хора и техните семейства. Обикновените хора съставляват по-голямата част от населението. Тяхно задължение е да се трудят в полза на цялото племе. Отделно от това хората са организирани в ендогамни майчини кланове.

### Политическа организация
Политическата им организация е добре организирана. Начело на всяка дивизия стои един велик вожд наричан „Хинеси“. На него са подчинени главните вождове на съставните племена, които са наричани „Кади“. „Кади“ управлява заетата от племето му територия с помощта на помощници, наричани „Канаха“, чиито брой зависи от големината на племето и обикновено варира между 3 и 8. Задължение на „Канаха“ е да подпомагат „Кади“ и да предават на хората неговите заповеди. За целта „Канаха“ също имат помощници, наричани „Чая“, които от своя страна също имат дребни служители, наричани „Хоума“, които изпълняват поръчките. Когато „Кади“ иска да свика Племенния съвет, „Канаха“ трябва да повика старейшините участващи в него.

## Конфедерация Кадо
През XVII и XVIII век групите кадо са консолидирани в три географски дивизии, наричани конфедерации. Броят на племената, които влизат в тях, не може да бъде установен със сигурност, тъй като голяма част от племенната им организация е забравена. В една дивизия влизат от 2 до 11 групи, всяка със свое основно село и лагери. Най-добре документирани от трите дивизии е Хасинаи, която включва 11 общности, живеещи в горната част на реките Анджелина и Нечес Ривър и стигайки на запад до река Тринити, а на изток до река Сабин в източен Тексас.
- Хаинаи
- Надако
- Долни насони
- Набити
- Нече
- Нако
- Накогдоче
- Нечауи
- Накачо
- Набедаче
- Наконо

Втората дивизия – Кадохадачо включва 4 общности, живеещи около големия завой на Ред Ривър.
- Кадохадачо
- Нанацохо
- Горни насони
- Горни начиточес

Две общности – начиточес, разделени на горни и долни, и доустиони образуват третата дивизия Начиточес. Те живеят в долната част на Ред Ривър в Луизиана.
Други групи са:
- Адаи
- Ейеиш
- Кахинио
- Тула
- Уашита
- Ятаси

Тези групи са разпръснати сред дивизиите. Или общо около 25 племена съставляват Конфедерацията Кадо в 18 век.
Следните племена се предполага, че са кадоански племена, но почти нищо не е известно за тях:
- Наанси – това племе е известно само от един документ на Рене Робер дьо Ла Сал. Предполага се че Ла Сал ги среща в селото им на река Сабин или на Сълфър Ривър. Предполага се също, че са свързани с хасинаи, но с кое точно племе не е известно.
- Набейха – споменават се в един испански документ от края на 17 век със списък с 21 племена, 19 от които са кадо. Вероятно набейха са малко племе на хасинаи в източен Тексас. Джон Суонтън смята, че това име е синоним на набедаче, но и двете имена се срещат в списъка.
- Наканиче (Накан, Наканиш, Наконичо) – предполага се, че са част от хасинаи. Живели в източен Тексас в края на 17 и началото на 18 век, но къде точно е било селото им е неизвестно. Суонтън смята, че са абсорбирани от хаинаи и също така смята че наканиче може да е по-късна форма на името лакане – група спомената от Луис де Москосо през 1542 г., живееща някъде в североизточен Тексас или югозападен Арканзас, или прилежащите части на Луизиана.
- Начиси (Накасса, Нахакаси) – вероятно кадоанско племе живяло по Ред Ривър в Луизиана. През 1790те се преместват при накогдоче в Тексас. Предполага се, че са клон на ятаси.
- Надамин – известни са само от края на XVII век, когато се появяват само веднъж в записите на Ла Сал като съюзници на кадохадачо. Друго нищо не се знае за тях.
- Неихахат
- Намидиш
- Наканауан (Накаханауан) – име на група кадо, записана от Джеймс Муни от хора от племето през 1870 г. Същите хора казват по-късно на Суонтън, че наканауан е друго име на хасинаи, но Суонтън вярва, че името се отнася до друга група, която е била абсорбирана от хасинаи.
- Наташоктано
- Капиче – това име се споменава само веднъж от Тонти през 1690 г. като племе на Конфедерацията Начиточес.
- Чоуи – смята се, че са част от ятаси.
- Тадива – това име се появява в един испански списък с 21 племена, 19 от които са кадоански. Вероятно тадива са малко племе на Конфедерацията Хасинаи.

## Име
Името кадо идва от съкращаването на кадохадачо (истински вождове), едно от съставните и може би най-влиятелни племена в нея. Кайовите ги наричат „Масеп“, команчите „Нашонет или Нашони“, уичита – „Дешаи“, шайените – „Отаситанио“, арапахо – „Танибанен“.

## Език
Всички племена на конфедерацията говорят езика кадо, с 4 или 5 диалекта. Езикът дава името на малкото Кадоанско езиково семейство.

## Праистория
Територията, която заемат племената кадо, обхваща огромна площ от североизточна Луизиана, източен Тексас, югозападен Арканзас и югоизточна Оклахома. Има археологически доказателства, че територията им е доста по-голяма преди контакта с европейците, разширяваща се в северозападен Арканзас, североизточна Оклахома и югозападно Мисури.
На тази огромна площ през периода Удланд се развиват културите Форч Мейлин и Моузи Гроув (200 г. пр.н.е. – 800 г.), чиито наследници са историческите кадо. До 800 г. обществото на Форч Мейлин и Моузи Гроув започва да се обединява в културата Кадо, която става част от културата Мисисипи. През периода кадо някои села стават по-големи и започват да се развиват като ритуални и религиозни центрове, в които се строят големи насипни могили като места за издигането на храмове и жилища за елита. Могилите са издигнати около голям площад, който служи за провеждането на големи обществени и религиозни мероприятия. Чрез разработването на сложни религиозни и социални практики, някои семейства се издигат пред останалите и постепенно се формира висшата класа на обществото. До 1000 г. културата Кадо вече е оформена и от 1200 г. обществото развива мащабно селско стопанство, както и изкуствата като грънчарството, кошничарството и други. Културата Кадо продължава да процъфтява през XII и XIII век и според археологическите доказателства, няма никакво съмнение, че хората от тази култура са преките предци на историческите кадо, с които се срещат първите европейци, както и че културната приемственост от праисторията до наши дни не е прекъсвана. Благодарение на новите археологически, етноложки и лексикални проучвания може да се добие по-ясна представа за живота, религията и обичаите на племената кадо, тъй като сведенията оставени от ранните изследователи са доста оскъдни. Това, което е известно, идва най-вече от докладите на испанските и френски власти, които първи се срещат с тях. Информацията за Конфедерацията кадо и сродните ѝ племена е доста оскъдна, но благодарение на отец Хесус Мария и неговите доста по-подробни данни за Конфедерацията хасинаи, може да се заключи, че всички племена кадо са подобни едно на друго.

## История
Между земите на различните племена няма строго определени граници, но когато идват европейците кадо попадат на границата между две големи сили – Франция и Испания, които веднага започват да спорят за региона. Ключът за постигане на целите им е да успеят да спечелят местните мощни племена на своя страна. Основното оръжие, използвано от французите, е търговията и самите търговци, а от испанците – мисионерите, подпомагани от малки отряди войници.

### Кадо между Франция и Испания
Още от самото начало и едните и другите считат страната кадо за стратегически важен район и започват усилена работа за установяване на контрол над племената. Първият контакт, направен от французите, е с кадохадачо (кадодачо), които са посетени от оцелелите от експедицията на Ла Сал през 1687 г. Приятелските отношения, установени при тази среща, никога след това не са разваляни. През 1689 г. Анри дьо Тонти, който търсел Ла Сал също посещава кадохадачо и двата народа затвърждават още повече приятелството си.
Първите испански изследователи, водени от Доминго Теран, имат задача да проучат страната кадо, но експедицията се проваля. Втори неуспешен опит е направен от отец Маргил, който се опитва да основе мисия за кадохадачо и ятаси.
През 1718 г. кадохадачо даряват голямо парче земя на Ла Харп, който на следващата година основава малък търговски пост с гарнизон на Ред Ривър, между селата на кадохадачо и насони.
Първите отношения на белите с начиточес започват през 1690 г., когато Анри дьо Тонти ги открива западно от Мисисипи и сключва съюз с тях. През 1700 г. са посетени от Жан Батист Ле Мойн Биенвил и оттогава нататък отношенията между начиточес и французите никога не са разваляни. Дори през 1712 г. начиточес помагат в построяването на пост на Ред Ривър за защита от испанците.
През 1701 г. Биенвил посещава и ятаси и също сключва мир с тях. По този начин французите си осигуряват контрола над всички племена кадо, с изключение на адаи, сред които испанците се установяват още от самото начало на идването им. През 1715 г. Доминго Рамон с няколо мисионери основават първото селище в територията на адаи, а година по-късно и католическа мисия. През 1719 г. Испания и Франция влизат във война и французите с помощта на кадохадачо и начиточес завладяват адаи и изгонват испанците от там. През 1721 г. испанците се връщат с голяма войска и построяват ново укрепление при адаи. В резултат на тази война адаи пострадали доста сериозно и били на прага на изчезване.
След 1762 г. племената кадо преминават под контрола на испанците. Испанците сега имат нелеката задача да подчинят племената, които в продължение на почти 90 години живеят с французите и са лоялни към тях. Пътят към това е търговията и испанците просто продължават дългогодишната тактика на французите чрез стоки и подаръци да държат племената в подчинение. Французите също не искат да се откажат от търговията и между френските и испанските търговци започва невиждана надпревара.

### Под американски контрол
След 1803 г., след като са били под юрисдикцията на Франция и после на Испания, племената кадо преминават под американски контрол. До това време кадохадачо са напуснали прериите около големия завой на Ред Ривър и са слезли надолу по реката до Содо Крийк. Начиточес и ятаси са се смесили с някои други групи и вече не съществуват като отделни единици. Адаи, насони и някои други племена също са изчезнали.
Още с идването си американците бързат да спечелят лоялността на кадо, продължавайки френската и испанска практика на даване на подаръци и по този начин си спечелват един голям съюзник. През 1821 г. американците създават агенция на Ред Ривър за племената и на белите е забранено да навлизат в индианските земи. Въпреки забраната много заселници слизат надолу от Арканзас по Ред Ривър. Армията се опитва да ги изгони през 1825 г., но само на думи. Малко по малко белите превземат земите на племето. Малкото, което им останало, кадо трябва да споделят с различни малки племена, които идват на запад, за да избегнат разширяването на белите селища. На всичкото отгоре на 19 януари 1825 г. куапо продават всичките си земи в Арканзас и се преместват на територията на кадо. Притиснати от всички страни, племето се съгласява да продаде земите си на американците.

### В Тексас
На 1 юли 1835 г. кадо подписват първия си договор със Съединените щати и се съгласяват да напуснат територията до една година. В замяна на земите си получават 80 000 долара, от тях 30 000 в стоки, 10 000 на 1 септември 1836 г. и по 10 000 долара през следващите 4 години. Така племето е принудено да се придвижи от Луизиана на запад в испански Тексас, при съплеменниците си хасинаи. Избухването на Тексаската революция забавя преместването, а и тексасците били против идването на толкова много индианци на тяхна територия, които според тях са в заговор с мексиканците. Заради това генерал Пек решава да ги изгони от Тексас или да ги унищожи. След няколко нападения на тексасците някои групи се връщат обратно в щатите, за да избегнат преследването и да потърсят защита. Тези, които остават в Тексас, се събрали на ръкавите на река Тринити. През януари 1839 г. ген. Пек атакува селата на Тринити и ги опожарява. В отговор войните кадо атакуват белите селища. Когато Сам Хюстън става президент на Тексас през 1841 г., повечето племена кадо са се оттеглили на изток към Ред Ривър, откъдето постоянно изпращат бойни отряди да тормозят тексасците. Хюстън изпраща комисари да сключат мир на всяка цена с всички враждебни индианци по границата. На 26 август 1842 г. комисарите успяват да се срещнат с племената на съвет и да сключат споразумение с тях. Четирите племена, които присъстват на съвета, обещават да уговорят останалите враждебни индианци да се срещнат с комисарите на 26 октомври 1842 г. в селото Уако на река Бразос. Поради някаква причина срещата в Уако не се състои и е насрочена друга. В края на март 1843 г. представителите на Тексас се срещат с вождовете на делаварите, кадо, уако, шоуните, хасинаи, тауакони, анадарко, уичита и кичаи на Тауаконо Крийк. На 31 март 1843 г. е подписано споразумение за провеждане на Велик съвет. Той е свикан през септември във Форт Бърд на река Тринити. Двете страни подписват договор и се съгласяват да живеят в мир и приятелство. На 9 октомври 1844 г. при разклоненията на Бразос се състои нов съвет, на който присъстват вече приятелските племена и някои представители на враждебните команчи и апачи липан. Сключеният договор е подобен на този от Форт Бърд предната година. Тези договори слагат край на враждебните действия, но кадо продължават да страдат от болести и глад.

### Нов живот в резервати
През 1845 г., когато Тексас става щат, правителството принуждава племето да се премести в резерват на река Бразос. През 1859 г. повечето кадо напускат резервата и се преместват в Индианската територия. След Гражданската война племето се заселва между реките Уошита и Канейдиън. Малко по-късно към тях се присъединяват уичита и някои делавари. Границите на новите им земи са определени през 1872 г. В началото на XXI век трите племена контролират общо 2400 акра земя близо до Бънгър. Нацията Кадо на Оклахома е федерално признато племе със седалище в Бънгър, Оклахома.